# Robert Milkins
Robert Milkins est un joueur de snooker anglais professionnel depuis 1995 né le 6 mars 1976 à Gloucester, Gloucestershire.
Milkins atteint à 37 ans le meilleur classement de sa carrière, au début de la saison 2013-2014 ; une 12e place mondiale, sa première apparition dans le top 16. Il remporte son premier tournoi classé à l'âge de 46 ans lors de l'Open de Gibraltar 2022. L'année suivante, il remporte un nouveau tournoi de cette importance lors de l'Open du pays de Galles, lui permettant de réintégrer le top 16, près de dix ans après sa première apparition.

## Carrière

### Débuts professionnels (1995-2003)
Milkins devient professionnel en 1995, avant d'être écarté du circuit par la réduction du nombre des joueurs, opérée au terme de la saison 1996-1997. En 2002, il fait ses débuts au championnat du monde, où il passe un tour contre la tête de série no 16, Fergal O'Brien, avant de subir la loi de Ronnie O'Sullivan. Il se qualifie d'ailleurs pour les trois éditions suivantes, jusqu'en 2005, mais est éliminé au premier tour à chaque fois,,. Il atteint les quarts de finale du championnat du Royaume-Uni 2002, dominant Nigel Bond, Joe Swail et Matthew Stevens ; tous des joueurs classés dans le top 30. Cette performance permet à Milkins d'atteindre la 21e place mondiale à l'issue de la saison.

### Premiers pas dans le top 30 et confirmation difficile (2004-2011)
La saison qui suit, il est quart de finaliste à l'Open du pays de Galles. En 2005, il réalise également sa première demi-finale, au Masters d'Irlande, qu'il perd de justesse contre Matthew Stevens (8-9). Au championnat du monde 2006, Milkins devient le premier joueur à réaliser un break maximum lors des qualifications, contre Mark Selby. Toutefois, il perd le match 10-4 et devient ainsi le deuxième joueur à perdre un match en ayant inscrit un break maximum. Milkins inscrit un autre 147 en qualifications du championnat du monde 2012, contre Xiao Guodong, et cette fois ci remporte le match 10-4.
Le classement de Milkins chute fortement à la fin de la saison 2007-2008, puisqu'il tombe à la 51e place. Il revient progressivement au classement, réalisant des quarts de finale à l'unique édition du championnat de Bahreïn et au Grand Prix 2009. Cette période de reconquête est aussi illustrée par un succès dans un tournoi non classé de la série internationale Pontins (épreuve 3), aux dépens de Joe Jogia, 5 manches à 3, le 11 novembre 2009. Il perd une autre finale non classée au Snooker Shoot-Out 2011. 

### Première finale de classement et percée dans le top 16 (2012-2021)

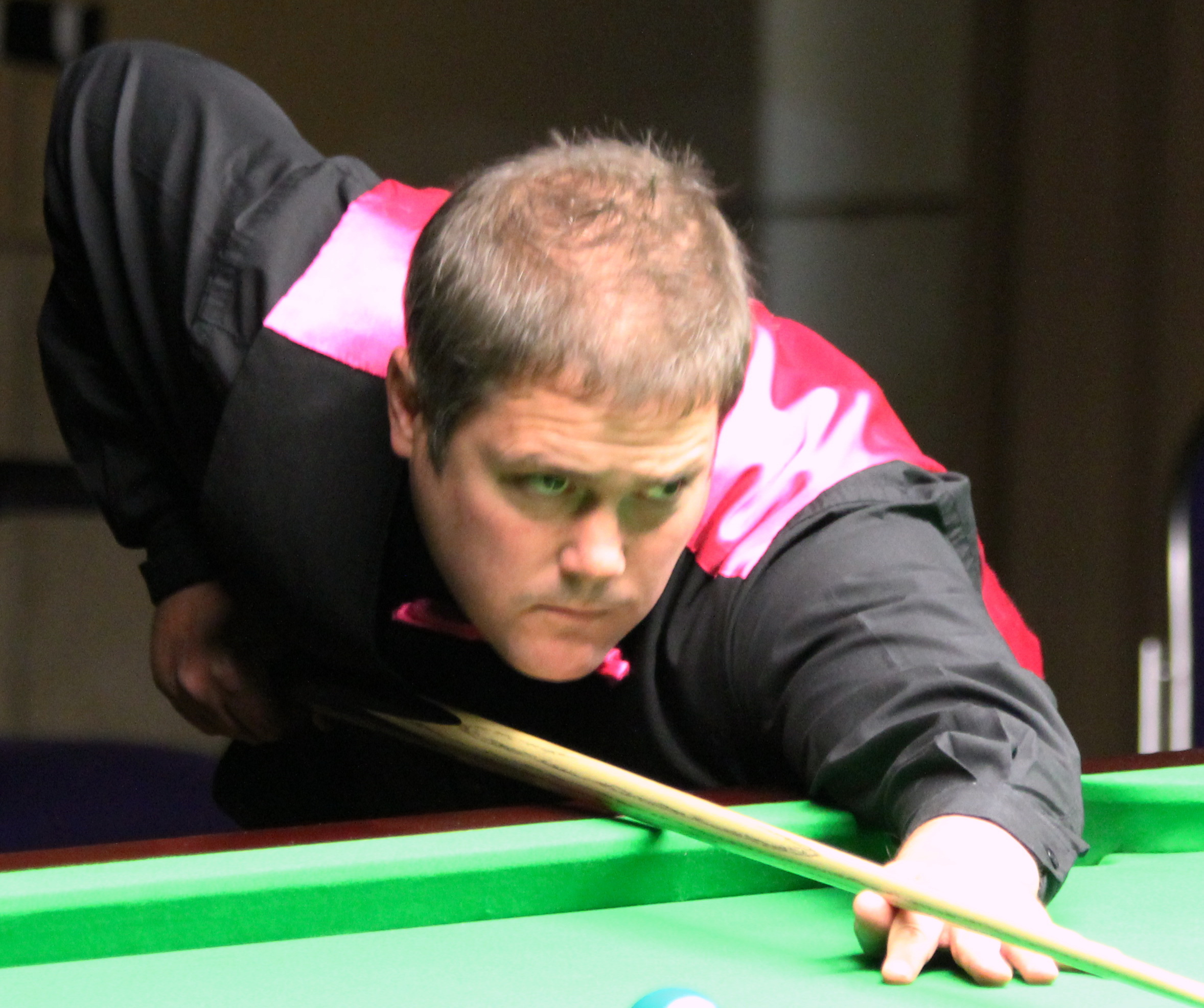
Milkins au Classique Paul Hunter de 2012.

Il atteint une deuxième demi-finale classée à l'Open mondial 2012, avec notamment des victoires face à Stephen Maguire et John Higgins, alors respectivement no 8 et no 6 mondiaux, le 1er mars et le 2 mars 2012. Également quart de finaliste au Classique de Wuxi 2012 et à l'Open du pays de Galles 2013, Milkins entre pour la première fois de sa carrière dans le top 20 mondial.
Milkins ne s'arrête pas là puisqu'il atteint deux autres demi-finales dans des tournois classés en 2013-2014, sur le Classique de Wuxi 2013 et l'Open d'Australie 2013. C'est d'ailleurs au cours de cette saison que l'Anglais atteint son meilleur classement en carrière (12e). En janvier 2014, il participe pour la première fois au Masters. Il n'y est pas le bienvenu et subit une lourde défaite contre Ronnie O'Sullivan (6-1). Au championnat international 2014, il va jusqu'en demi-finale. La même saison, il est trois fois battu en quart de finale de tournois (Open d'Australie, Open d'Inde et Open de Chine). La dernière performance citée lui ouvre une fenêtre de tir au championnat du monde, mais il y est défait d'entrée. C'est aussi durant l'année 2014 qu'il atteint sa première finale comptant pour le classement, lors de l'Open de la Ruhr (tournoi classé mineur). Peu habitué de ce genre de match et pas aidé par son adversaire Shaun Murphy, il est balayé (4 à 0).
En 2016-2017, c'est en tant que joueur en méforme qu'il atteint les quarts de finale de l'Open d'Écosse 2016 et les demi-finales de l'Open du pays de Galles 2017. Toujours en 2017, il est quart de finaliste d'un autre tournoi des Home Nations Series, à l'Open d'Irlande du Nord. Au premier tour du championnat du monde 2018, il bat Neil Robertson (comme en 2013) et atteint les huitièmes de finale pour la troisième fois au Crucible. La saison suivante, il réalise son résultat annuel lors de l'Open de Gibraltar, avec un quart de finale.

### Deux premiers titres et point culminant (depuis 2022)
Alors qu'il n'avait remporté que trois matchs au cours de l'année, Robert Milkins remporte contre toute attente son premier tournoi classé lors de l'Open de Gibraltar 2022, à l'âge de 46 ans, en battant Kyren Wilson sur le score de 4 manches à 2 en finale. Il devient ainsi le joueur âgé à glaner un premier titre depuis le Gallois Doug Mountjoy en 1988. L'année qui suit, Milkins parvient à surfer sur cette vague positive, atteignant une huitième demi-finale en tournoi classé, au Masters d'Allemagne, où il signe par ailleurs les deux meilleurs breaks du tournoi : 147 et 146 points.
Il remporte également contre toute attente son deuxième tournoi classé lors de l'Open du pays de Galles 2023 des Home Nations Series en battant Shaun Murphy sur le score de 9 manches à 7 en finale.

## Vie personnelle
Sans complexe, il a souvent parlé ouvertement des problèmes financiers, du manque de motivation et de ses problèmes liés à l'alcool, qui continuent de le suivre.

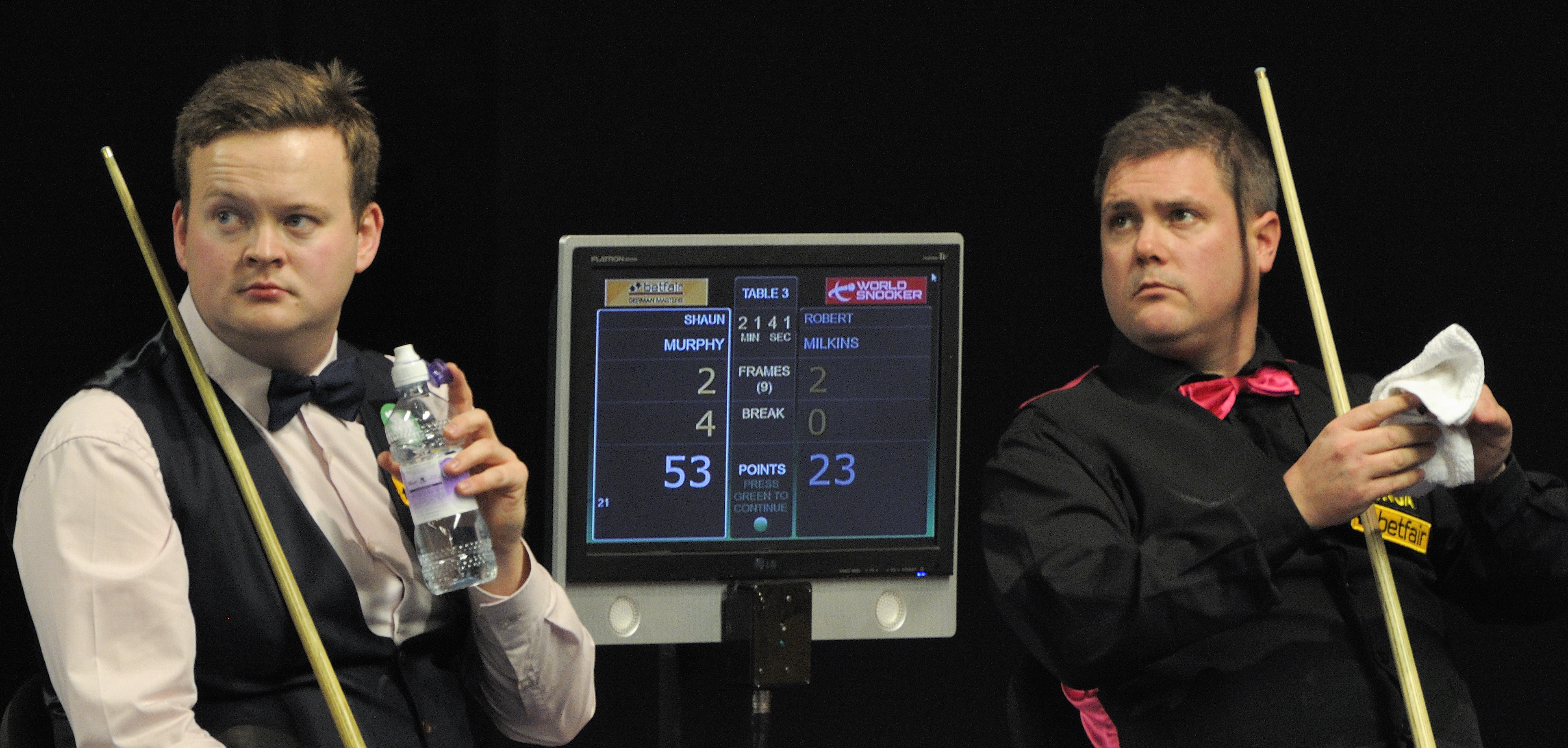
Shaun Murphy (à gauche) et Robert Milkins (à droite), lors du Masters d'Allemagne 2013.

## Palmarès

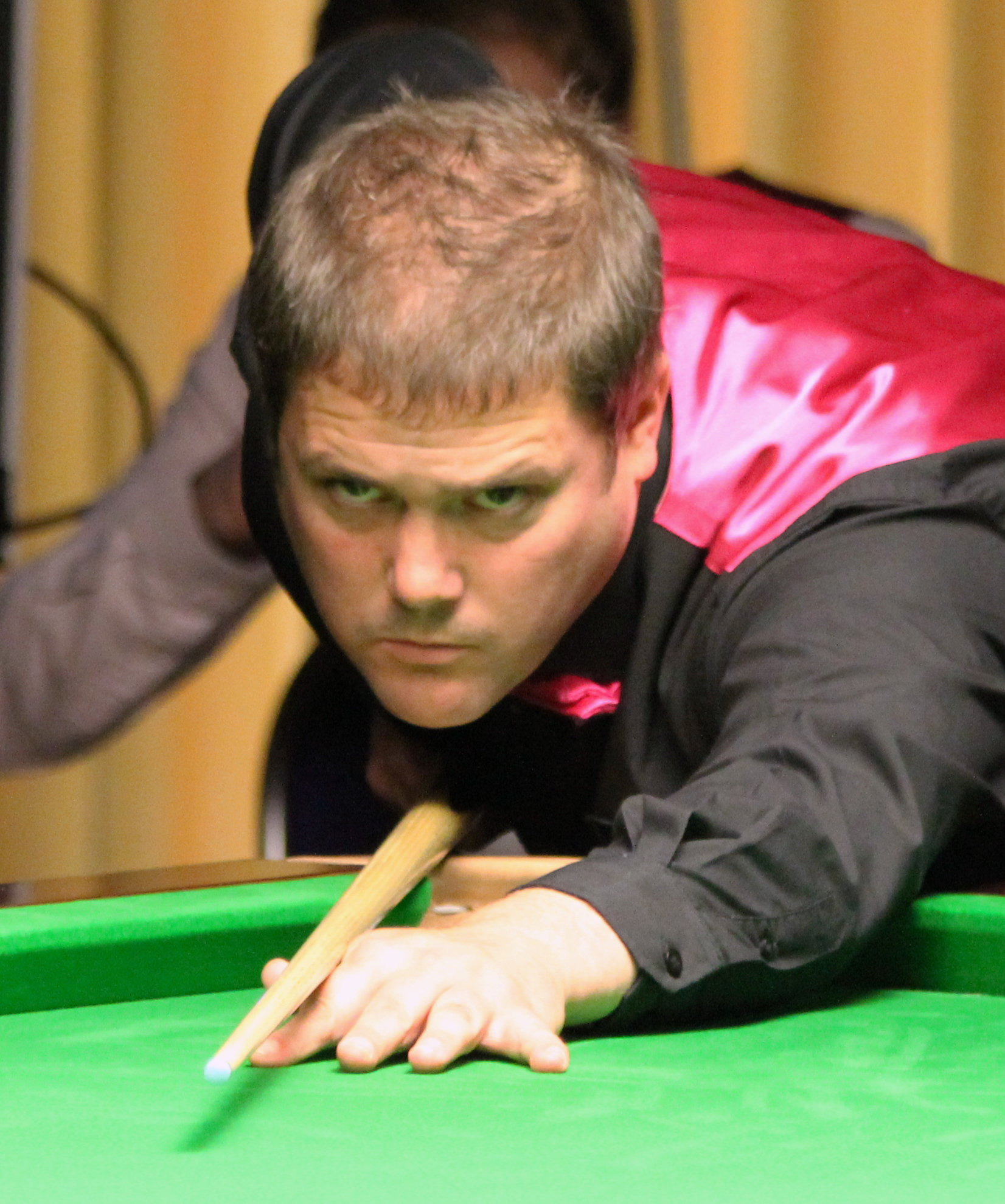
Robert Milkins (2012).

| Légende | Catégorie                        | Titres                         | Finales                        |
|         | Tournois classés                 | 2                              | 0                              |
|         | Tournois classés mineurs         | 0                              | 1                              |
|         | Tournois non classés             | 1                              | 1                              |
|         | Tournois pro-am                  | 1                              | 0                              |
|         | Tournois du circuit du challenge | 0                              | 1                              |
| Gras    | Tournois de la triple couronne   | Tournois de la triple couronne | Tournois de la triple couronne |

### Titres
| Saison    | Nom du tournoi                   | Lieu       | Finaliste    | Score | Tableau |
| 2009-2010 | Pro Challenge Series (épreuve 3) | Leicester  | Joe Jogia    | 5-3   |         |
| 2017-2018 | Pink Ribbon                      | Gloucester | Rob James    | 4-2   |         |
| 2021-2022 | Open de Gibraltar                | Gibraltar  | Kyren Wilson | 4-2   | Tableau |
| 2022-2023 | Open du pays de Galles           | Llandudno  | Shaun Murphy | 9-7   | Tableau |

### Finales perdues
| Saison    | Nom du tournoi                     | Lieu    | Finaliste     | Score | Tableau |
| 1997-1998 | Circuit du Royaume-Uni (épreuve 3) | Swindon | Simon Bedford | 3-6   |         |
| 2010-2011 | Snooker Shoot-Out                  | Reading | Nigel Bond    | 0-1   | Tableau |
| 2014-2015 | Open de la Ruhr                    | Mülheim | Shaun Murphy  | 0-4   | Tableau |